# Renée Fokker
Renée Bertha Johanna Fokker (Nijmegen, 29 juni 1961) is een Nederlandse actrice. Na afronden van de toneelschool is zij al decennia een veelgevraagd actrice in het theater, de film en op televisie. Haar grootste televisierollen vertolkte zij in De zomer van '45 en Vrouwenvleugel.

## Levensloop
Renée is het kind van Trees Fokker-Smeets (1927-2021) en Henny Fokker (1921- ?). Vader was architect en moeder huisvrouw. Vader ontwierp onder andere 22  V&D-vestigingen en, in 1963, het nieuwe woonhuis voor het gezin Fokker.  “Ik kom uit een creatief gezin. En er waren altijd feestjes en huiskamerconcerten bij ons thuis.” De kelder van het huis werd 
als 'beatkelder' gebruikt.
De ouders van Renée trouwden in 1951 en kregen acht kinderen, waarvan Renée een nakomertje was. Eén van de twee, want na haar zag in 1968 nog zusje Hatta het levenslicht.
“Mijn ouders kregen zes kinderen, toen vijf jaar niks, toen werd ik geboren en vijf jaar later kwam er nog een zusje. Ik hoorde nergens bij, ik was niet de oudste en niet de jongste. Dat heeft me autonoom gemaakt; als eenling meanderde ik door dat gezin. Ik was ook een verlegen meisje, ik heb bijvoorbeeld tot heel laat geduimd. Pas toen ik naar de middelbare school ging, werd ik meer mezelf.”
De kleine Renée kreeg les van paters op de St. Michaelsschool en ging daarna na de havo. In die tijd was ze al druk met theater en kunst, onder andere bij  Doornroosje. Eindexamen doen kwam er (daarom) niet meer van, want ze ging met vrienden op reis naar Marokko. Nog maar net drie dagen weer thuis, kreeg ze het aanbod om als model te werken in Tokio. “Een cadeautje als dit krijg je naar mijn idee met één doel, om uit te pakken!”
Op haar zeventiende ligt Fokker een jaar in het ziekenhuis als gevolg van een auto-ongeluk op kerstavond 1978. Ze wordt geschept door een auto en loopt een verbrijzelde schedel op. ”Dat was niet het leven dat ik had gepland. Ik zou naar Amsterdam gaan, naar de toneelschool, in plaats daarvan werd ik aangereden. Dat jaar heb ik veel geleerd, maar vooral geleerd dat het beter is om dingen los te laten.”
Eind januari 2021 werd Fokker (weer) aangereden door een auto. Met twee gebroken polsen en een beurs lijf als gevolg.
Fokker zegt over ouder worden: “Al ben ik niet zo bezig met mijn leeftijd. Het klinkt misschien heel gek, maar in mijn hoofd blijf ik dat verlegen meisje van zeven uit Nijmegen. Als iemand vraagt hoe oud ik ben en ik hoor mezelf zestig zeggen, denk ik: huh, echt? Ik ken mensen van mijn leeftijd die het al rustiger aan gaan doen. Dat doe ik absoluut niet.”
Fokker heeft 27 jaar een relatie gehad met (cameraman) Tom Erisman en heeft twee kinderen met hem, zoon Daan en dochter Esah.
Ook heeft ze een relatie gehad met Porgy Franssen.

## Loopbaan
In een interview in Margriet zegt Fokker dat ze nooit iets anders heeft gewild dan acteren, maar het twee jaar duurde voordat ze auditie voor de toneelschool durfde te doen. “Ik mocht met toneelstukjes thuis nooit meedoen, omdat ik te klein was. Terwijl ik wel heel graag mee wilde doen. Maar dansend op dat podium werd er naar mij gekeken, en ontdekte ik dat ik mensen kon boeien.” Ze stond voor het eerst op het podium bij een uitvoering van de lokale balletschool.
Na herstel van het zware ongeluk meldt Renée zich bij de opleiding Dans & Expressie in Amsterdam. “Omdat dansen alleen al snel onbevredigend bleek, heb ik de stoute schoenen aangetrokken en auditie gedaan bij de toneelschool. Weer een cadeautje: ik werd aangenomen en kon de euforie die ik toentertijd op de planken van Doornroosje mocht ervaren vasthouden én uitbouwen.”
Na haar opleiding speelde ze 4,5 jaar bij het Ro Theater. Ook was ze van 2001 tot 2010 verbonden aan de Toneelgroep Amsterdam. Daarnaast is ze al die jaren te zien geweest in vele film- en televisierollen. 
Een van haar eerste rollen was in de film Terug naar Oegstgeest van regisseur Theo van Gogh. En ze speelde in De zomer van '45 (zowel de serie in 1991 in als de musical in 2024), Vrouwenvleugel en De zwarte tulp.
Onder het gezamenlijke pseudoniem 'Valéry Boutade' schreef ze samen met Theo van Gogh (tevens regisseur van de film) en Peer Mascini het scenario voor de film Blind Date. Ze speelde de rol van Katja in de film. De film kreeg drie Gouden Kalveren.
Zichzelf typerend als actrice zegt Fokker: "Gelaagde personages, karakterrollen passen beter bij mij." Dit naar aanleiding van een opmerking in een interview dat ze niet voor oer-Hollandse types wordt gecast.
In 2025 deed Fokker mee aan het televisieprogramma Hunted VIPS.

## Trivia
- In 2016 liep ze in haar eentje naar Santiago de Compostella.[7]
- In 2021 was Renée de mol in het televisieprogramma Wie is de Mol?[10]
- Ook in 2021 haalde ze de finaleweek van het spelprogramma De Slimste Mens.[11]
- In 2022 is ze heel kort te zien in voorlichtingsfilmpje Het Ballenalarm over zelfonderzoek voor zaadbalkanker.[12]

## Prijzen
- Gouden Kalf, 1996, voor haar rol in Blind Date.

## Links
- Renée Fokker in het radioprogramma Nooit Meer Slapen. Uitzending van 30 november 2023

## Filmografie
- Terug naar Oegstgeest - Serpentina (1987)
- Loos - Anna Montijn (1989)
- Dilemma - Nora Nagels (1990)
- De zomer van '45 - Maria Bloemink (1991)
- Boven de bergen - Hélène (1992)
- Coverstory - Elise Hartman (1993)
- Een galerij - Monique (1994)
- Vrouwenvleugel - José Donkers (1994, 1995)
- De Tasjesdief - Moeder Evert en Lucas (1995)
- Blind Date - Katja (1996)
- Het Paradijs - Diana (1999)
- Baantjer - Corinne de Witte (afl. De Cock en de moord zonder lijk, 1995), Nelleke de Zwart (afl. De Cock en de moord aan boord, 1999)
- Baby Blue - Pauline Jansen (2001)
- IC - Willeke Maasland (2002)
- Spangen - Elly de Boer (2003)
- Grijpstra & De Gier - Margriet Tersteeghe (2004)
- Een gelukkige hand - Agnes (2005)
- Het mysterie van de sardine - Vera (2005)
- Zadelpijn - Sonia (2007)
- Sahara - Laura (2007)
- Flikken Maastricht - Josephine Elgraa (afl. Spelletjes, 2009); moeder Brouwer (afl. De Parasiet, 2020)
- Gewoon Hans - Moeder (2009)
- LelleBelle (2010)
- Loft (2010)
- Code Blue (2011)
- Overspel televisieserie (2011) - Linda
- Hart tegen Hard (2011) - Trudy van Veen
- Black Out - Coca Inez (2012)
- Moordvrouw - Sylvia Eerdmans (afl. Moment van de waarheid, 2013)
- Zwarte Tulp - Lilian Kester (2015)
- Meiden van de Herengracht - Patty de Looyer (afl. De naakte waarheid, 2015)
- Bureau Raampoort - (afl. De studente, 2015)
- Fashion Chicks - Nel (2015)
- Chaussée d'Amour - Colette (2016)
- Beau Séjour - Beate Schneider (2017)
- De mannentester - Sofia (2017)
- Oh Baby - Marijke (2017)
- Alles is zoals het zou moeten zijn - Marjan (2020)
- Alles is nog steeds zoals het zou moeten zijn - Marjan (2023)

## Theater
Op TheaterEncyclopedie.nl is de volledige lijst van 53 theaterproducties te vinden waar Fokker in meespeelde. Recente producties waar zij in meespeelde zijn:
- 2018-2019: Judas, als Astrid Holleeder (naar het gelijknamige boek van Astrid Holleeder)[14]
- 2023-2024: Fokker, Blankers, Tol, als een van de zussen[15]
- 2024-heden: '40-'45, de Musical, als Anna Zegers (Nederlandse Cast)

- Bibliothèque nationale de France: cb15896671q (data)
- Gemeinsame Normdatei: 173912737
- International Standard Name Identifier: 0000 0000 0466 3339
- Library of Congress Control Number: no2011164015
- Nederlandse Thesaurus van Auteursnamen: 089765303
- Virtual International Authority File: 230364490
- WorldCat: E39PBJbtrMgpq9GmGvkVwH74MP